# Acen

Den allmänna strukturformeln för acener.

Acener eller polyacener är en klass av organiska föreningar och polycykliska aromatiska kolväten som består av linjärt kondenserade bensenringar. Högre acener är av potentiellt intresse för optoelektroniska tillämpningar och undersöks därför aktivt inom kemi och elektroteknik. Pentacen har införlivats i organiska fälteffekttransistorer och nådde laddningsbärarmobiliteter så höga som 5 cm2/Vs.
De första 7 osubstituerade acenerna är listade i tabellen nedan:
| Namn     | Summaformel | Antal ringar | Molmassa (g·mol−1) | CAS-nummer | Strukturformel |
| -------- | ----------- | ------------ | ------------------ | ---------- | -------------- |
| Bensen   | C6H6        | 1            | 78,11              | [71-43-2]  |                |
| Naftalen | C10H8       | 2            | 128,17             | [91-20-3]  |                |
| Antracen | C14H10      | 3            | 178,23             | [120-12-7] |                |
| Tetracen | C18H12      | 4            | 228,29             | [92-24-0]  |                |
| Pentacen | C22H14      | 5            | 278,35             | [135-48-8] |                |
| Hexacen  | C26H16      | 6            | 328,41             | [258-31-1] |                |
| Heptacen | C30H18      | 7            | 378,46             | [258-38-8] |                |

Hexacen och heptacen är mycket reaktiva och har endast isolerats i en matris.